# James Skea
Pour les articles homonymes, voir Skea.
James « Jim » Ferguson Skea  (né le 1er septembre 1953 à Dundee) est un universitaire et climatologue britannique. Il est président du Groupe d'experts intergouvernemental sur l'évolution du climat (GIEC) pour son septième cycle d'évaluation depuis 2023 et professeur d'énergie durable à l'Imperial College London. 

## Biographie
Skea est étudiant à l'université d'Édimbourg, où il obtient un diplôme en physique mathématique en 1975. Il poursuit ses études au Clare College de Cambridge où il obtient un doctorat en recherche énergétique en 1978.
Skea est assistant de recherche au laboratoire Cavendish de l'université de Cambridge de 1978 à 1981. Il rejoint le département d'ingénierie et de politique publique de l'université Carnegie-Mellon à Pittsburgh, en Pennsylvanie, en tant que chercheur associé, puis comme professeur adjoint invité de 1981 à 1983. Il est chercheur à l'unité de recherche en politique scientifique de l'université du Sussex de 1983 à 1993, puis il est nommé professeur (1994-1998). Skea est directeur du Policy Studies Institute de 1998 à 2004. Il est professeur d'énergie durable au Centre for Environmental Policy de l'Imperial College London depuis 2009.
Skea est directeur du programme sur le changement environnemental mondial du Conseil de recherches économiques et sociales de 1995 à 1998. Il est directeur de recherche au UK Energy Research Centre de 2004 à 2012. Skea est membre du Comité britannique sur le changement climatique depuis sa création en 2008 jusqu'en 2018. De 2012 à 2017, il est chercheur en stratégie énergétique du Research Councils UK basé à l'Imperial College London. Skea est président de l'Energy Institute de 2015 à 2017 et est Senior Fellow du Conseil de recherche en ingénierie et en sciences physiques depuis 2017.

## Groupe d'experts intergouvernemental sur les changements climatiques
Skea est élu directeur du Groupe d'experts intergouvernemental sur l'évolution du climat (GIEC) le 26 juillet 2023,. Il est co-auteur du Rapport spécial du GIEC sur les conséquences d'un réchauffement planétaire de 1,5 °C,, en  2018, du Rapport spécial du GIEC sur le changement climatique et les terres émergées en 2019, et du rapport de 2022 sur l’atténuation du changement climatique.

## Hommages et distinctions
- 2000 : Fellow de la Royal Society of Arts
- 2005 :Fellow de l'Energy Institute, 2005
- 2010 : prix Melchett de l'Energy Institute[9]
- 2013 : commandeur de l'ordre de l'Empire britannique[1]

## Publications
- R. van Diemen, Skea J, M. Hannon, E. Gazis et A. Rhodes, Energy Innovation for the Twenty-First Century: Accelerating the Energy Revolution, Edward Elgar, 2019 (ISBN 978-1-78811-261-1)
- P. Ekins, J. Skea et M. Winskel, Energy 2050: the transition to a secure low carbon energy system for the UK, Earthscan, 2011 (ISBN 978-1138968790)
- S. Sorrell et J. Skea, Pollution for Sale: Emissions Trading and Joint Implementation, Edward Elgar, 1998 (ISBN 9781840640106)
- R. Howes, J. Skea et B. Whelan, Clean and Competitive? Motivating Environmental Performance in Industry, Earthscan, 1997 (ISBN 1-85383-491-2)
- R. Hawkins, J. Skea et R. Mansell, Standards, Innovation and Competitiveness: The Politics and Economics of Standards in Natural and Technical Environments, Edward Elgar, 1995 (ISBN 9781858980379)
- S.A. Boehmer-Christiansen et J. Skea, Acid Politics: Environmental and Energy Policies in Britain and Germany, Belhaven Press, 1991 (ISBN 1852933178)